# Oligoryzomys
Oligoryzomys is een geslacht van Zuid-Amerikaanse knaagdieren uit de Oryzomyini. De 18 soorten komen voor van Noord-Mexico tot Vuurland, zodat Oligoryzomys het wijdstverspreide geslacht van alle knaagdieren in de Neotropis is. Het aantal soorten dat genoemd wordt varieert van 1 (1966) tot 30 (1933), maar het huidige aantal staat op 18, hoewel er in werkelijkheid waarschijnlijk 25 tot 30 zijn.

## Taxonomie
Er worden 24 soorten in dit geslacht geplaatst:
- Oligoryzomys Bangs, 1900.
  - Oligoryzomys andinus (Osgood, 1914). West-Peru en Westcentraal-Bolivia.
  - Oligoryzomys arenalis (Thomas, 1913). Kust van Peru.
  - Oligoryzomys brendae Massoia, 1998. Tucumán, Salta en Catamarca Prov., Argentinië.
  - Oligoryzomys chacoensis (Myers & Carleton, 1981) (Chacoan Colilargo). West-Paraguay, Zuidoost-Bolivia, Zuidwest-Brazilië en Noord-Argentinië.
  - Oligoryzomys costaricensis (J. A. Allen, 1893). Nicaragua tot Panama.
  - Oligoryzomys delicatus (J. A. Allen & F. M. Chapman, 1897). Colombia, Ecuador en Venezuela.
  - Oligoryzomys destructor (Tschudi, 1845). Ten oosten van de Andes van Zuid-Colombia tot Noordwest-Argentinië.
  - Oligoryzomys flavescens (Waterhouse, 1837). Zuidoost- en Midden-Brazilië, Uruguay en Noordoost-Argentinië.
  - Oligoryzomys fulvescens (Saussure, 1860). Zuid-Mexico tot de Guyana's en Ecuador.
  - Oligoryzomys gri Bonvicino & Weksler, 2024. Brazilië.
  - Oligoryzomys griseolus Osgood, 1912. Táchira Andes van West-Venezuela en Cordillera Oriental van Oost-Colombia.
  - Oligoryzomys guille Hurtado, 2021. Peru.
  - Oligoryzomys longicaudatus (Bennett, 1832). Noord-Chili en Noordwest-Argentinië en Buenos Aires Prov., Argentinië.
  - Oligoryzomys mattogrossae (J. A. Allen, 1916). Mato Grosso (Brazilië) en Paraguay.
  - Oligoryzomys messorius (O. Thomas, 1901). Noordelijke Amazonegebied.
  - Oligoryzomys microtis (J.A. Allen, 1916). Amazonegebied van Brazilië, Peru, Bolivia en Paraguay.
  - Oligoryzomys moojeni Weksler & Bonvicino, 2005. Cerrado van Goiás en Minas Gerais (Brazilië).
  - Oligoryzomys nigripes (Olfers, 1818). Oost-Paraguay, Noord-Argentinië en Atlantisch Woud van Brazilië (inclusief delticola en eliurus).
  - Oligoryzomys pachecoi Hurtado & D'Elía, 2018. Bolivia.
  - Oligoryzomys rupestris Weksler & Bonvicino, 2005. Campo rupestre van Goiás en Bahia (Brazilië).
  - Oligoryzomys stramineus Bonvicino & Weksler, 1998. Cerrado van Goiás en Minas Gerais en caatinga van Paraíba en Pernambuco in Brazilië.
  - Oligoryzomys utiaritensis (J. A. Allen, 1916). Brazilië.
  - Oligoryzomys vegetus (Bangs, 1902). Midden-Costa Rica en West-Panama.
  - Oligoryzomys victus (Thomas, 1898). St. Vincent (Kleine Antillen).

Aegialomys · Amphinectomys · Casiomys · Cerradomys · Drymoreomys · Eremoryzomys · Euryoryzomys · Handleyomys · Holochilus · Hylaeamys · Lundomys · Megalomys · Megaoryzomys · Melanomys · Microakodontomys · Microryzomys · Mindomys · Neacomys · Nectomys · Nephelomys · Nesoryzomys · Noronhomys · Oecomys · Oligoryzomys · Oreoryzomys · Oryzomys · Pattonimus · Pennatomys † · Pseudoryzomys · Scolomys · Sigmodontomys · Sooretamys · Tanyuromys · Transandinomys · Zygodontomys